# Diplacus thompsonii
Diplacus thompsonii är en gyckelblomsväxtart som beskrevs av Guy L. Nesom. Diplacus thompsonii ingår i släktet Diplacus och familjen gyckelblomsväxter. Inga underarter finns listade i Catalogue of Life.